# Chris Barrie
Chris Barrie, född 28 mars 1960 i Hannover, är en brittisk skådespelare, komiker och imitatör. Barrie har medverkat i tv-serier som Spitting Image och The Brittas Empire men är främst känd för rollen som Arnold Rimmer i science fiction-komediserien Red Dwarf. Han har även gjort rösten till Simon i Simon the Sorcerer.
Chris Barrie var berättare i National Geographic Channels program Storbritanniens häftigaste maskiner med Chris Barrie 2009-2010.

## Filmografi i urval
- 1982–1984 – Hemma värst (TV-serie)
- 1984 – Pushing Up Daisies
- 1984–1991 – Spitting Image (TV-serie)
- 1985 – The Lenny Henry Show (TV-serie)
- 1985 – Alas Smith & Jones (TV-serie)
- 1987 – Blackadder the Third (TV-serie)
- 1988–2020 – Red Dwarf (TV-serie)
- 1991–1997 – The Brittas Empire (TV-serie)
- 1993 – The Legends of Treasure Island (TV-serie) (röst)
- 1993 – Simon the Sorcerer (röst i datorspel)
- 1994 – Red Dwarf: Smeg Ups
- 2001 – Lara Croft: Tomb Raider
- 2003 – Lara Croft Tomb Raider: The Cradle of Life
- 2007 – Morden i Midsomer (TV-serie)
- 2009–2010 – Storbritanniens häftigaste maskiner med Chris Barrie (TV-serie)